# Núi Nổi
Núi Nổi là ngọn núi nhỏ nằm ở ấp Tân Phú A, xã Tân Thạnh, thị xã Tân Châu, tỉnh An Giang. Tại núi có chùa Phù Sơn là cơ sở thờ phụng văn hóa tâm linh nổi tiếng của vùng Tân Châu. Các nhà khảo cổ cũng phát hiện ngọn núi có di chỉ khảo cổ thời kỳ Tiền Óc Eo.

## Mô tả
Đây là một núi sót nằm đơn độc giữa vùng bằng phẳng rộng lớn kẹp giữa sông Tiền và sông Hậu, cách nội ô thị xã Tân Châu 9 km về hướng tây bắc. Núi Nổi cao chỉ có 10 m, cấu tạo gồm đá, đất, chu vi khoảng 320 m. Diện tích núi chỉ khoảng 5.000 m2. Núi Nổi được xem là một trong những ngọn núi nhỏ nhất và thấp nhất đồng bằng sông Cửu Long.
Đường dẫn vào núi Nổi là con đường đắp rộng 5 m, núi nằm ở cuối đường. Khu vực núi có trồng nhiều cây gỗ sao, chúng được trồng vào năm 1885. Trước năm 1975, xung quanh núi trồng rất nhiều tre, sau đó thì bị đốn dẹp để trồng lúa.
Tên núi Nổi có thể bắt nguồn từ việc vị trí này không bị ngập trong các mùa lũ, luôn nổi bật giữa đồng nước mênh mông. Theo truyện xưa ở địa phương, từ thuở sơ khai vùng này là biển cả mênh mông, có một chiếc thuyền buôn đi ngang vùng biển này va phải đá ngầm nên chìm xuống, theo thời gian biến đổi, biển cả không còn, chỗ thuyền chìm đã nổi lên một ngọn núi.

## Chùa Phù Sơn
Trên núi có một ngôi chùa được gọi là chùa Núi Nổi hay chùa Phù Sơn Tự. Ngôi chùa được xây vào năm 1938. Chùa là cơ sở của các lực lượng cách mạng trong các cuộc kháng chiến chống Pháp và Mỹ.
Trước khi chùa được lập, ban đầu chỉ có một am lá là nơi ở và tu hành của một ông già tóc bạc phơ. Về sau, ông rời khỏi đây dân địa phương không rõ tung tích. Họ dựng lại am và thờ Sơn Thần. Đây là ngôi chùa hiếm hoi ở Tây Nam Bộ có thờ sơn thần bên cạnh cơ sở Phật giáo. Lễ vía Sơn Thần vào ngày 10 tháng 8 Âm lịch hằng năm.
Vào năm 2001, UBND Tỉnh An Giang công nhận chùa núi Nổi là di tích lịch sử - cách mạng cấp Tỉnh. Vào tháng 6 năm 2018, chùa được mở rộng với tổng diện tích 30.000 m2, các công trình tu bổ và xây thêm gồm có Chánh điện, nhà Tổ, nhà Tăng, nhà Ni, tượng Quan âm cao 22 m, Phật Di đà cao 42 m, cổng Tam quan với tổng kinh phí trên 30 tỷ VND. Hằng năm, hàng nghìn lượt khách du lịch đến viếng thăm chùa.